# Enver Moralić
Enver Moralić (Kotor Varoš, 1935. – 26. travnja 2025.) bio je agronom i međunarodno uspješan poduzetnik. Obogatio se u tijekom tridesetak godina života u Njemačkoj. Vratio se u Hrvatsku 1990-ih godina kao njezin treći najimućniji građanin. Poljoprivredno dobro u Božjakovini kupio je 1994., a 2003. preuzima Poljoprivredni kombinat Kutjevo, sada s najvećom i najuspješnijom hrvatskom vinarijom. Imao je i nekoliko kemijskih poduzeća u Sloveniji, naftna polja i tvornice plastike u Kazahstanu, nekretnine u Kanadi te rudnik nikla u Rusiji.

## Životopis
Rođen je 1935. u Kotor Varoši pokraj Banja Luke. Otac, vozač autobusa, i majka kućanica imali su još nekoliko djece. Srednju poljoprivrednu školu završio je u Banja Luci. Diplomirao je na Poljoprivrednom fakultetu u Zagrebu 1962. godine. Kao apsolvent, u Bakru je upoznao buduću suprugu koja je tamo bila u skupini njemačkih studenata.
Trebao je biti zaposlen u poljoprivrednoj zadrugi u Vrbovcu, no na nagovor prijatelja počinje raditi u zagrebačkom poduzeću Kemikalija kao stručnjak za umjetna gnojiva. Oni ga nakon tri godine šalju u Njemačku da unaprijedi poslovanje sa zemljama Varšavskog pakta. Nakon svađe s generalnim direktorom gubi posao i jugoslavensku putovnicu. Seli se u Frankfurt, ženi i osniva svoje prvo poduzeće, Kemokomplex, u petrokemijskom sektoru. Uspješnosti poduzeća pomogle su međunarodne poslovne veze koje je stekao kao predstavnik društvenog poduzeća, a prema njegovu poslovnom partneru i riskantno zaobilaženje embarga protiv Kube koju je opskrbljivao strateškim kemikalijama.

## Nagrade
Red Danice hrvatske s likom Blaža Lorkovića dobio je 2010. godine za osobite zasluge u gospodarstvu. U rujnu 2023. proglašen je počasnim građaninom Kutjeva.